# Rebecca Jackson Mendoza
Rebecca Jackson Mendoza (Melbourne, Victoria, 1 de enero de 1973) es una actriz, cantante y bailarina australiana. Hija de un músico de jazz filipino y de una bailarina germano-australiana, tiene cinco hermanos. Formó junto a su hermana Natalie el dúo pop Jackson Mendoza, cuyo sencillo debut «Venus or Mars» (1999) fue la primera canción escrita por el equipo de productores musicales The Matrix.
Mendoza hizo una pequeña aparición en la tercera parte de la saga Star Wars, La venganza de los Sith (2005), donde interpretaba a la reina del planeta Alderaan, Breha Organa. Entre sus trabajos en teatro se incluyen Miss Saigón, Show Boat, Hair, We Will Rock You y la adaptación al teatro musical de la novela El Señor de los Anillos, de J. R. R. Tolkien, donde tomó el papel de la elfa Galadriel.